# Wirtschaftsinspektion
Eine Wirtschaftsinspektion war während des Zweiten Weltkrieges eine Unter-Organisation des deutschen Wirtschaftsstabes Ost. Hauptaufgabe der Wirtschaftsinspektionen (WiIn) war zunächst vor allem die Versorgung der Wehrmacht „aus dem Lande“, später zunehmend auch die provisorische Weiterführung aller als kriegswichtig erachteter Betriebe und Produktionsstätten und schließlich das Ergreifen von Maßnahmen für einen – ausschließlich am Bedarf der deutschen Besatzungsmacht orientierten – wirtschaftlichen Neu- bzw. Wiederaufbau der Wirtschaft im deutsch besetzten Osteuropa.
Die Wirtschaftsinspektionen waren im militärverwalteten Operationsgebiet der deutschen Ostfront tätig und für alle Bereiche der wirtschaftlichen Ausbeutung des besetzten Landes zuständig. Sie unterstanden dem Wehrwirtschafts- und Rüstungsamt (Wi Rü Amt) beim Oberkommando der Wehrmacht (OKW), wurden aber letztlich vom Wirtschaftsstab Ost kontrolliert, und damit durch den Reichsmarschall Hermann Göring, dem Leiter der Vierjahresplan-Behörde, dem der Reichskanzler Adolf Hitler die Gesamtleitung der Wirtschaftsverwaltung in den besetzten sowjetischen Gebieten übertragen hatte (s. a.: Grüne Mappe).

## Räumliche Zuständigkeit
Die vor dem Krieg nach wirtschaftsgeographischen Gesichtspunkten festgelegten Einsatzgebiete der Wirtschaftsdienststellen wurden im Februar 1942 den Grenzen der Operationsgebiete der militärischen Verbände angeglichen. Der Zuständigkeitsbereich einer Wirtschaftsinspektion deckte sich von da an mit dem Operationsgebiet einer Heeresgruppe. Der räumliche Zuständigkeitsbereich der Wirtschaftsinspektionen war das jeweilige rückwärtige Heeresgebiet der Heeresgruppe, der sie zugeordnet waren.

## Sachliche Zuständigkeit: Aufgaben und Funktion
Den Wirtschaftsinspektionen waren vor Einmarsch ursprünglich die folgenden beiden Funktionen zugewiesen: Zum einen sollten sie die wenigen von der Sowjetarmee bei ihrem Rückzug unzerstört zurückgelassenen kriegswichtigen Ressourcen, also Rohstoffe bzw. Nahrungsmittel, Maschinen, Waffen, Fahrzeuge, Produktionsgüter usw. erfassen und entweder der defizitären Wirtschaft im Reich zuführen oder sie an die deutschen Einsatztruppen zur direkten Versorgung aus dem Land weitergeben. Schnell stellte sich heraus, dass aufgrund der Zerstörungen beim Rückzug der sowjetischen Truppen ein Wiederaufbau vor allem der Energieversorgung und des Bergbaus nötig waren, sowie die Versorgung der Zivilbevölkerung. Des Weiteren wurden auch schnell das Potential der lokalen Arbeitskräfte als Ersatz für fehlende Arbeitskräfte im Reich erkannt; insgesamt wurden über 1 Mio. Zivilbeschäftigte aus dem Operationsgebiet der Wirtschaftsinspektionen verschickt. Für ihre Aufgaben beschäftigten die Wirtschaftsinspektionen eine Vielzahl von sogenannten Sonderführern. Das waren meist Zivilisten in militärischen Sonderrängen, darunter Landwirte, Techniker, Buchhalter und Ingenieure aber auch mehr als 2000 Bergarbeiter aus dem Reich.
Die Wi In in Osteuropa entsprachen den Rüstungsinspektionen bzw. Rüstungskommandos im übrigen deutsch besetzten Europa; ihre Aufgabe war jedoch weiter gefasst:

„Das Neue für die dem Wi Stab Oldenburg unterstellte Organisation ist, dass sie nicht nur die Wehrwirtschaft betreut, sondern das Gebiet der gesamten Wirtschaft umfasst. Demzufolge sind alle
Dienststellen nicht mehr als Wehrwirtschafts- oder Rü-Dienststellen bezeichnet, sondern ganz allgemein als Wirtschaftsinspektionen, Wirtschaftskommandos etc.“

Dazu waren die Wi In mit weitreichenden Vollmachten ausgestattet. In ihre Entscheidungskompetenz fiel es, Betriebe zu schließen, auszuschlachten oder wieder aufzubauen, sie hatten die Verfügungsgewalt über sämtliche landwirtschaftlichen Erzeugnisse und Rohstoffvorkommen, sie bestimmten über den Arbeitseinsatz von Zwangsarbeitern und über die Produktion.
Angesichts erster Engpässe bei der Truppenversorgung im Spätsommer 1941 wurden die Wirtschaftsinspektionen zunächst angewiesen, verstärkt für die Deckung des unmittelbaren Bedarfs der Wehrmacht zu sorgen. Im November 1941 wurde den Wirtschaftsinspekteuren dann die Aufgabe übertragen, als Heeresgruppenwirtschaftsführer (He Wi Fü) die Befehlshaber der Heeresgruppen in wirtschaftlichen Angelegenheiten zu beraten. Damit verbunden war die Verpflichtung, im Bereich der Truppenversorgung eng mit den Quartiermeisterabteilungen der jeweiligen Heeresgruppe zu kooperieren. Für die „Herbeiführung engster laufender Zusammenarbeit und Erlass einheitlicher Maßnahmen für Wirtschaft und Verwaltung gegenüber Truppen und Zivilbevölkerung“ sollte ein Verbindungsoffizier zwischen dem Befehlshaber einer Heeresgruppe und der ihr zugeordneten Wirtschaftsinspektion sorgen. Im Armeegebiet fungierten Armeewirtschaftsführer als Verbindungsoffiziere des Wirtschaftsstabs Ost zu den Oberkommandos der Armeen. Einerseits waren sie diesen Armeeoberkommandos unterstellt, andererseits an die wirtschaftlichen Weisungen der Wirtschaftsinspektionen gebunden. Zugleich waren sie Verbindungsoffiziere des Wehrwirtschafts- und Rüstungsamts.

## Organisation und Gliederung
Die Wirtschaftsinspektionen (Wi In) waren organisatorisch ganz ähnlich wie der Wirtschaftsstab Ost gegliedert, dem sie unterstanden. Ähnlich wie der Wirtschaftsstab Ost gliederte sich auch jede Wirtschaftsinspektion in eine Führungsgruppe und mehrere Chefgruppen (Chefgr), die unterschiedliche Ressorts bearbeiteten. So war die „Chefgr La“ für Ernährung, Landwirtschaft und die Bereitstellung der Truppenverpflegung verantwortlich. Die „Chefgr W“ bearbeitete die Bereiche Wirtschaft, Handel und Rohstoffe, während die „Gr. M“ den Truppenbedarf an gewerblichen Erzeugnissen befriedigen sollte und für die Rüstungswirtschaft und wirtschaftliche Transportfragen zuständig war. 1942 erfolgte eine weitere Ausdifferenzierung, indem zusätzlich die Gruppen „F+H“ (Forst und Holz), „A“ (Arbeit) und „BB“ (Betriebsförderung und Berufserziehung) installiert wurden. Die Chefgruppen Arbeit waren für die Rekrutierung und Versendung von Zivilarbeitern ins Reich zuständig, die Chefgruppe BB vor allem auch für die Ernährung und Versorgung der lokal eingesetzten Zivilarbeitskräfte.
In Vorbereitung auf eine spätere Zivilverwaltung der deutsch besetzten Gebiete wurden insbesondere Kriegsverwaltungsräte vom Reichsministerium für die besetzten Ostgebiete zu den Wirtschaftsinspektionen abgeordnet. Die Zuständigkeit der WiIn endete bei der Abgabe von Gebieten an die Verwaltungsbehörden des Ostministeriums, wo Rüstungsinspektionen ihre Aufgaben sowie das Gros des dort befindlichen Personals übernahmen.
Den Wirtschaftsinspektionen nachgeordnet waren die Wirtschaftskommandos (Wi Kdo). Ähnlich gegliedert wie die Wirtschaftsinspektionen und für den längerfristigen Einsatz an einem Ort bestimmt, waren sie die eigentlichen Exekutivorgane der Landesausnutzung. Innerhalb ihres räumlichen Zuständigkeitsbereichs, meist eines sowjetischen Oblasts (Verwaltungsbezirks), war ihre Aufgabe die systematische Ausbeutung und Nutzbarmachung der wirtschaftlichen Ressourcen für deutsche Zwecke. Entsprechend den Weisungen der übergeordneten Dienststellen organisierten sie die Erkundung und den Abtransport von Wirtschaftsgütern, Erdöl und anderen Rohstoffen, die Aufnahme betrieblicher Produktion, den Arbeitseinsatz dienstverpflichteter Landeseinwohner und die Verschleppung so genannter Ostarbeiter ins Deutsche Reich.

## Die verschiedenen Wirtschaftsinspektionen
Vorgesehen waren fünf Wirtschaftsinspektionen, nämlich:
- Wirtschaftsinspektion „Holstein“ (Wirtschaftsinspektion Nord)

- Wirtschaftsinspektion „Baden“ (Wirtschaftsinspektion Süd)

- Wirtschaftsinspektion „Sachsen“ (Wirtschaftsinspektion Mitte)

- Wirtschaftsinspektion zur besonderen Verwendung (z.b.V.) „Westfalen“ (Bezirks-Wirtschaftsinspektion Donez, später: Wirtschaftsinspektion Kaukasus)

- Wirtschaftsinspektion z.b.V. „Hessen“ (Reserve)

Entsprechend der Gliederung des deutschen Ostheeres beim Angriff auf die Sowjetunion in drei Heeresgruppen nahmen zunächst nur drei der fünf Wirtschaftsinspektionen, nämlich die Wirtschaftsinspektionen Nord, Mitte und Süd, ihre Arbeit auf; die Wirtschaftsinspektion z.b.V. „Westfalen“ und die Wirtschaftsinspektion z.b.V. „Hessen“ rückten vorerst nicht aus.
Die Heeresgruppe Süd erhielt die Wirtschaftsinspektion Süd (WiIn Süd; vormals: „Wirtschaftsinspektion Baden“), die zur Tarnung auch „Wirtschaftsinspektion Baden“ (WiIn Baden) genannt wurde. Leiter der WiIn Süd war zunächst Generalleutnant Stieler von Heydekampf, der im Juli 1942 von General Hans Nagel abgelöst wurde. Im Zuge der deutschen Sommeroffensive 1942 wurde die Heeresgruppe Süd in die Heeresgruppen A und B aufgeteilt. Es folgte die dementsprechende Aufteilung der WiIn Süd in die Wirtschaftsinspektionen A und B. Dabei kam von Mai 1942 bis Januar 1943 die Wirtschaftsinspektion zur besonderen Verwendung „Westfalen“ zum Einsatz. Zunächst war diese als „Bezirks-Wirtschaftsinspektion Donez“ der Wirtschaftsinspektion Süd unterstellt gewesen, im Juli 1942 wurde sie dann zur eigenständigen Wirtschaftsinspektion A umgebildet, die sich der Heeresgruppe A bei ihrem Vormarsch in den Kaukasus anschloss. Dementsprechend wurde die WiIn A am 11. September 1942 in „Wirtschaftsinspektion Kaukasus“ umbenannt. Die Leitung der WiIn A bzw. der WIn Kaukasus übernahm am 10. September 1942 Generalmajor Günther Niedenführ.
Die Wirtschaftsinspektion Süd führte von Juli bis September 1942 den Namen „Wirtschaftsinspektion B“, anschließend hieß sie „Wirtschaftsinspektion Don-Donez“, bis sie im Februar 1943 wieder in „Wirtschaftsinspektion Süd“ umbenannt wurde. Die WiIn B wurde General Nagel unterstellt.
Für das Operationsgebiet der Heeresgruppe Nord war die Wirtschaftsinspektion Nord (WiIn Nord; vormals: „Wirtschaftsinspektion Holstein“) aufgestellt worden. Geleitet wurde diese bis zum Jahreswechsel 1941/42 von Vizeadmiral Heinrich Ancker, der bereits seit 1937 das Amt des Wehrwirtschaftsinspekteurs in Hamburg innehatte. Danach wurde Oberst der Luftwaffe Becker der verantwortliche Wirtschaftsinspekteur Nord.
Der Heeresgruppe Mitte wurde die Wirtschaftsinspektion Mitte (WiIn Mitte; vormals: „Wirtschaftsinspektion Sachsen“) zugeordnet. 1943 wurde der Generalmajor der Waffen-SS Gustav Krukenberg Chef des Stabes der Wirtschaftsinspektion Mitte in Weißrussland. Drei Wochen vor dem deutschen Angriff auf die Sowjetunion übernahm SS-Brigadeführer Richard Wagner die Leitung der Chefgruppe Landwirtschaft der Wirtschaftsinspektion Mitte. Im Februar 1942 kam Axel de Vries zur Chefgruppe Landwirtschaft der Wirtschaftsinspektion Mitte unter Richard Wagner, wo er sich den Ruf eines „Vordenkers“ erwarb. Ende 1942 wurde Fritz Hellwig Kriegsverwaltungsrat in der Wirtschaftsinspektion Mitte.
Die Wirtschaftsinspektion Mitte wurde am 31. Oktober 1943 parallel zum rückwärtigen Heeresgebiet aufgelöst und ihr Personal in den neugebildeten Stab „Heeresgruppenwirtschaftsführer“ (HeWiFü) bei der Heeresgruppe Mitte überführt. Dessen Aufgaben blieben mehr oder weniger die gleichen. Ihre personelle Stärke betrug zum 1. Dezember 1942 2960 Mann, im Frühjahr 1944 im verkleinerten Gebiet noch etwa 1000 Mann.
Anfang 1943 wurden dem Wirtschaftsstab Ost die Wehrwirtschaftsinspektionen Ostland und Ukraine unterstellt, die bis dahin als Rüstungsinspektionen Ostland und Ukraine zum nachgeordneten Bereich des Wehrwirtschafts- und Rüstungsamts gehört hatten.

## Auflösung
Mit dem Rückzug der Wehrmacht ab 1943 verringerte sich das Operationsgebiet der Wirtschaftsorganisation Ost und damit auch das Einsatzgebiet der Wirtschaftsinspektionen. Zahlreiche Dienststellen wurden aufgelöst und das Personal abgezogen. Viele der freigewordenen Verantwortlichen und Fachleute wurden im besetzten Italien oder in Frankreich einer neuen Verwendung zugeführt. Nachdem das Territorium der Sowjetunion im Laufe des Jahres 1944 weitgehend von deutschen Truppen geräumt worden war, folgte das offizielle Ende des Wirtschaftsstabs Ost am 1. November 1944, als General Otto Stapf, der am 15. Oktober 1944 das Feldwirtschaftsamt, den Rest des ehemaligen Wehrwirtschafts- und Rüstungsamts, übernommen hatte, beide Einrichtungen (also das Feldwirtschaftsamt und den Wirtschaftsstab Ost) zusammenlegte.